# Microlepidotus
Microlepidotus is een geslacht van straalvinnige vissen uit de familie van grombaarzen (Haemulidae).

## Soorten
De volgende soorten zijn bij het geslacht ingedeeld:
- Microlepidotus brevipinnis (Steindachner, 1869)
- Microlepidotus inornatus Gill, 1862